# Liste der Stolpersteine in Selters
In der Liste der Stolpersteine in Selters werden die vorhandenen Gedenksteine aufgeführt, die im Rahmen des Projektes Stolpersteine des Künstlers Gunter Demnig in Selters bisher verlegt worden sind.
| Adresse                     | Name                | Inschrift | Bild                                                      | Anmerkung |
| --------------------------- | ------------------- | --- | --------------------------------------------------------- | --- |
| Bahnhofstraße 4 (Standort)  | Daniel Weinberg     | Hier wohnte Daniel Weinberg Jg. 1881 Flucht 1937 USA                                                                                      | Stolperstein Selters Bahnhofstraße 4 Daniel Weinberg      | |
| Bahnhofstraße 4 (Standort)  | Ingeborg Weinberg   | Hier wohnte Ingeborg Weinberg Jg. 1924 Flucht 1937 USA                                                                                    | Stolperstein Selters Bahnhofstraße 4 Ingeborg Weinberg    | |
| Bahnhofstraße 4 (Standort)  | Lilly Weinberg      | Hier wohnte Lilly Weinberg geb. Löb Jg. 1882 Flucht 1937 USA                                                                              | Stolperstein Selters Bahnhofstraße 4 Lilly Weinberg       | |
| Bahnhofstraße 8 (Standort)  | Alfred Bernstein    | Hier wohnte Alfred Bernstein Jg. 1919 Flucht 1937 Dänemark                                                                                | Stolperstein Selters Bahnhofstraße 8 Alfred Bernstein     | |
| Bahnhofstraße 8 (Standort)  | Ida Bernstein       | Hier wohnte Ida Bernstein geb. Löw Jg. 1887 unfreiwillig verzogen Nürnberg deportiert 1942 ermordet in Auschwitz                          | Stolperstein Selters Bahnhofstraße 8 Ida Bernstein        | geboren am 10. Oktober 1887 in Selters |
| Bahnhofstraße 8 (Standort)  | Otto Löw            | Hier wohnte Otto Löw Jg. 1877 Flucht 1936 Argentinien                                                                                     | Stolperstein Selters Bahnhofstraße 8 Otto Löw             | |
| Bahnhofstraße 8 (Standort)  | Sara Löw            | Hier wohnte Sara Löw geb. Katz Jg. 1883 Flucht 1936 Argentinien                                                                           | Stolperstein Selters Bahnhofstraße 8 Sara Löw             | |
| Bahnhofstraße 8 (Standort)  | Rosa Katz           | Hier wohnte Rosa Katz Jg. 1859 Flucht 1936 Argentinien                                                                                    | Stolperstein Selters Bahnhofstraße 8 Rosa Katz            | |
| Bahnhofstraße 11 (Standort) | Julius Bernstein    | Hier wohnte Julius Bernstein Jg. 1887 unfreiwillig verzogen Köln deportiert 1941 Łodz/Litzmannstadt ermordet                              | Stolperstein Selters Bahnhofstraße 11 Julius Bernstein    | geboren am 12. Mai 1887 in Selters, zuletzt wohnhaft in Köln                                                                                                 |
| Bahnhofstraße 11 (Standort) | Luise Bernstein     | Hier wohnte Luise Bernstein Jg. 1889 unfreiwillig verzogen Köln deportiert 1941 Riga ermordet                                             | Stolperstein Selters Bahnhofstraße 11 Luise Bernstein     | geboren am 26. November 1889 in Selter Für Luise Bernstein wurde in Köln in der Görresstraße 15 an ihrem letzten Wohnort ebenfalls ein Stolperstein verlegt. |
| Bahnhofstraße 18 (Standort) | Frieda Schömann     | Hier wohnte Frieda Schömann Jg. 1886 Flucht 1938 USA                                                                                      | }                                                         | |
| Bahnhofstraße 18 (Standort) | Julius Lichtenstein | Hier wohnte Julius Lichtenstein Jg. 1889 Flucht Holland interniert Amsterdam deportiert 1943 Theresienstadt ermordet 25.10.1944 Auschwitz | Stolperstein Selters Bahnhofstraße 18 Julius Lichtenstein | geboren am 13. Juli 1889 in Selters |
| Bahnhofstraße 18 (Standort) | Fritz Lichtenstein  | Hier wohnte Fritz Lichtenstein Jg. 1911 Flucht 1936 USA                                                                                   | Stolperstein Selters Bahnhofstraße 18 Fritz Lichtenstein  | |
| Bahnhofstraße 18 (Standort) | Paul Lichtenstein   | Hier wohnte Paul Lichtenstein Jg. 1915 Flucht 1934 USA                                                                                    | Stolperstein Selters Bahnhofstraße 18 Paul Lichtenstein   | |

## Verlegedatum
Die Stolpersteine von Selters wurden am 21. September 2015 verlegt.